# Joe Johnson (jogador de snooker)
Joe Johnson (Bradford, 29 de julho de 1952) é um ex-jogador profissional e comentarista de snooker inglês. Sua melhor posição no ranking mundial foi um 5º lugar na temporada de 1987–88.
Ex-finalista do Campeonato Inglês Amador (English Amateur Championship) de 1978 e do Campeonato Mundial Amador (IBSF World Snooker Championship) de 1978, Johnson tornou-se profissional em 1979. Após vários anos como jogador não ranqueado, chegou à final do Torneio de Jogadores Profissionais de 1983 (Professional Players Tournament), onde perdeu por 9–8 para o compatriota Tony Knowles. Em 1986, como azarão, ele derrotou o compatriota Steve Davis por 18–12 na final do Campeonato Mundial de Snooker de 1986 (1986 World Snooker Championship). No ano seguinte, ele chegou à final novamente, mas perdeu por 18–14 para Davis.
Johnson também venceu o Masters da Escócia de 1987 (1987 Scottish Masters), o Grande Prêmio da Norwich Union de 1989 (1989 Norwich Union Grand Prix) e o Desafio Extra da Nescafé de 1991 (1991 Nescafe Extra Challenge) antes de se aposentar do jogo profissional em 2004. Ele também ganhou o Seniors Pot Black de 1997 e o Seniors Masters de 2019, e trabalha como comentarista regular sobre jogos de snooker nos canais Eurosport.

## Finais na carreira

### Finais em provas doranking: 3 (1 título)
| Legenda                                       |
| Campeonato Mundial (World Championship) (1–1) |
| Outros (0–1)                                  |

| Resultado    | Ano  | Torneio                         | Oponente na final | Placar | Ref.        |
| Vice-campeão | 1983 | Professional Players Tournament | Tony Knowles      | 8–9    | [ 4 ] [ 5 ] |
| Campeão      | 1986 | Campeonato Mundial de Snooker   | Steve Davis       | 18–12  | [ 6 ] [ 7 ] |
| Vice-campeão | 1987 | Campeonato Mundial de Snooker   | Steve Davis       | 14–18  | [ 6 ] [ 7 ] |

### Finais em provas fora doranking: 8 (5 títulos)
| Resultado    | Ano  | Torneio                  | Oponente na final | Placar | Ref.  |
| Campeão      | 1987 | Scottish Masters         | Terry Griffiths   | 9–7    | [ 1 ] |
| Vice-campeão | 1987 | Carling Challenge        | Dennis Taylor     | 5–8    |       |
| Vice-campeão | 1989 | New Zealand Masters      | Willie Thorne     | 4–7    |       |
| Campeão      | 1989 | Norwich Union Grand Prix | Stephen Hendry    | 5–3    |       |
| Campeão      | 1991 | Nescafe Extra Challenge] | James Wattana     | —      |       |
| Vice-campeão | 1992 | European Challenge       | Stephen Hendry    | 0–4    |       |
| Campeão      | 1997 | Seniors Pot Black        | Terry Griffiths   | 2–0    |       |
| Campeão      | 2019 | The Seniors Masters      | Barry Pinches     | 2–1    |       |

### Finais em provas amadoras: 2
| Resultado    | Ano  | Torneio                   | Oponente na final | Placar | Ref.  |
| Vice-campeão | 1978 | Campeonato Inglês Amador  | Terry Griffiths   | 5–13   | [ 3 ] |
| Vice-campeão | 1978 | Campeonato Mundial Amador | Cliff Wilson      | 5–11   | [ 3 ] |